# Bagadatès Ier

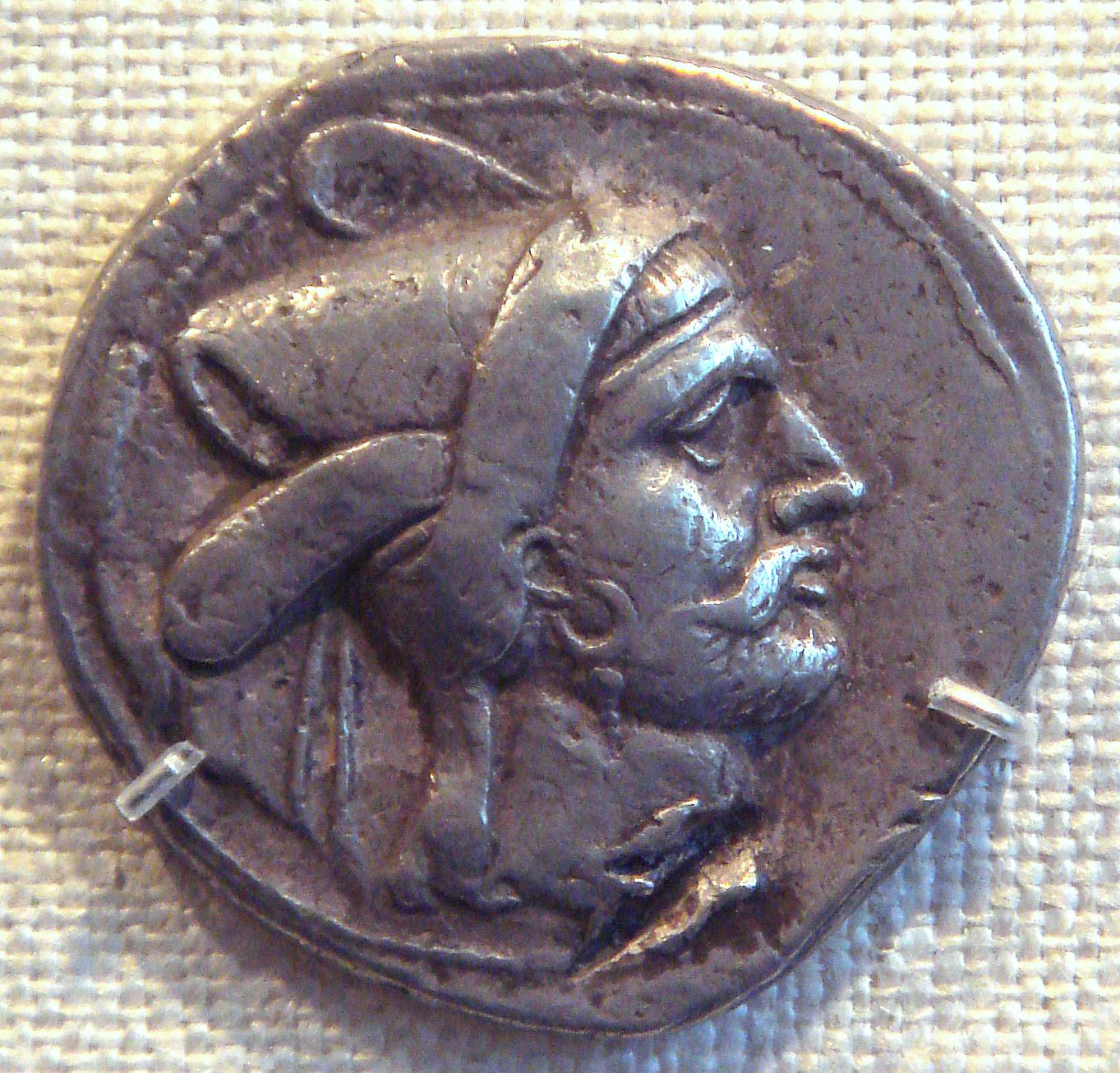
Bagadates Ier (monnaie frappée vers 290-280 avant notre ère) porte la coiffe des satrapes, le kyrbasia, avec oreillettes fixes et un couvre-nuque.

Bagadates Ier (de l'iranien ancien Baga-dāta, « donné par [le] dieu »), aussi Bagdates ou Baydad, était un frataraka ou "Gardien du feu" , un gouverneur ou un sous-dynaste des Séleucides, régnant, après les conquêtes d'Alexandre, comme roi-prêtre à Istakhr autrefois le cœur fortifié des achéménides, sur le territoire du Fars. Il fut le premier satrape perse indigène à être nommé — ou tout au moins toléré — par les Séleucides, qui a occupé des postes administratifs de rang supérieur très proche du cercle gréco-macédonien qui était dirigé par les «Compagnons» et leurs héritiers. Sur le revers de ses monnaies, Bagadatès est représenté debout devant un autel de feu zoroastrien, ou assis en majesté tenant un bâton d'autorité avec éventuellement une grenade dans sa main gauche (illustration ci-dessous). 

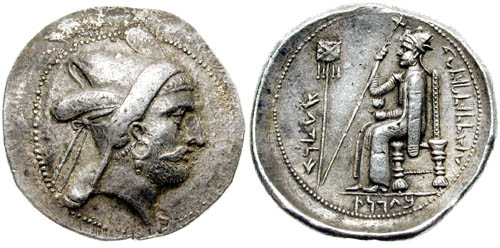
Une autre monnaie de Bagadatès.

Bagadatès semble avoir affirmé son indépendance aux alentours de 280 avant notre ère, exploitant la tourmente qui a suivi la mort de Séleucos Ier Nicator. Pour Otto Mørkholm, « Il n'est guère surprenant que cette première réaction orientale à la domination macédonienne soit issue de Perse, la patrie des Achéménides. » Le soulèvement contre le contrôle des Séleucides a été poursuivie par Oborzos, le fils de Bagadates, qui a insisté sur la continuité en reproduisant le type de monnaie créé par son père. Cependant, au cours du IIIe siècle av. J.-C. les Séleucides ont mis fin à la pseudo-indépendance des Perses du Fars; dans les années 220 avant notre ère, le satrape de l'endroit porte le nom grec d'Alexander et est un frère de Molon. Les Perses du Fars se sont finalement extrait du contrôle séleucide après la bataille de Magnésie en 190 avant notre ère.
Dans une inscription retrouvée à Amyzon en Carie, un autre Bagadates a été nommé neokoros du Temple d'Artémis de l'endroit en 321. Il est supposé que sa famille avait été des propriétaires terriens puissants dans la région avant les conquêtes d'Alexandre. Le fils de ce Bagadates, Ariaramnēs, lui a succédé comme neokoros à Amyzon.